# Rómulo Triveño
Rómulo Triveño Pinto fue un químico farmacéutico y político (Abancay, el 9 de marzo de 1947) peruano. Fue Presidente Regional de Ica entre 2007 y 2010.
Nació en Abancay, Perú, el 9 de marzo de 1947, hijo de Félix Triveño Cejas y Concepción Pinto de Lasota. Cursó sus estudios primarios en su ciudad natal y los secundarios en la ciudad de Lima. Entre 1965 y 1972 cursó estudios superiores de farmacia y bioquímica en la Universidad Nacional San Luis Gonzaga
Su participación electoral se inició en las elecciones regionales del 2002 candidato por la Alianza Electoral Unidad Nacional para la Presidencia Regional de Ica sin obtener la representación al quedar segundo con el 28.171% de los votos. El 2005 fundó el Partido Regional de Integración por el que se presentó a las siguientes elecciones. Fue electo para el cargo de Presidente Regional en las elecciones regionales del 2006 al obtener el 32.052% de los votos. Buscó la reelección en las elecciones regionales del 2014 sin éxito.
Durante su gestión tuvo lugar el terremoto del 2007 cuyo epicentro fue cercano a la ciudad de Pisco que sufrió grandes destrozos así como las demás localidades de su región. Triveño tuvo un enfrentamiento con el gobierno central tras la creación del FORSUR - Fondo de Reconstrucción del Sur - durante el segundo gobierno de Alan García. Triveño consideraba que las labores de reconstrucción correspondían al gobierno regional.
El 2 de agosto del 2022 falleció en la ciudad de Lima.